# Raimund Pierl
Raimund Pierl (* 3. Juli 1846 in Sachsenburg; † 23. Oktober 1923 in Klagenfurt) war ein österreichischer Oberbaurat und Politiker.

## Leben
Pierl war der Sohn des k.k. Steuereinnehmers Franz Xaver Pierl und dessen Ehefrau Susanna geborene Hartweger (1812–1880). Er war römisch-katholisch und heiratete am 15. Oktober 1877 Josefine Lamquet (* 18. Mai 1859; † 15. August 1928). Aus der Ehe gingen vier Söhne hervor, von denen zwei jung starben.
Von 1873 bis 1914 war er Leiter des Stadtbauamts beim Magistrat Klagenfurt. Er baute die erste Großglockner-Hochalpenstraße, die man damals Kaiserin-Elisabeth-Straße genannt hat. Im Jahr 1914 ging er als Oberbaurat in Ruhestand. 1872 war er Gründer der Sektion Klagenfurt des Alpenvereins und 1912 dort Obmann.
Vom 21. September 1909 bis zum 20. September 1915 war er Abgeordneter im Kärntner Landtag. Im Landtag war er Mitglied des Bau- und des Wasserrechtsausschusses und gehörte dem Klub DVP an.
Er ist auf dem Friedhof Annabichl begraben. Die Pierlstraße in der Villacher Vorstadt ist nach ihm benannt.